# Lennart Gustavsson (politiker)
Mats Lennart Gustavsson, född 20 december 1954 i Malå, är en svensk politiker (vänsterpartist) från Malå, som var riksdagsledamot för Västerbottens läns valkrets 1998–2006. Hans yrke är lärare.
I riksdagen var han ledamot i utbildningsutskottet 1998–2002 och i Nordiska rådets svenska delegation 1998–2004; han var även i olika perioder suppleant i miljö- och jordbruksutskottet, näringsutskottet, socialutskottet, skatteutskottet och utbildningsutskottet.
Idag är Gustavsson kommunalråd och kommunstyrelsens ordförande i Malå kommun.